# Hamdin Sabahi
Ḥamdīn Ṣabāḥī (in arabo حمدين صباحى‎?; Baltim, 5 luglio 1954) è un politico egiziano leader del partito politico Corrente Popolare Egiziana.
In occasione delle elezioni presidenziali del 2012, si è piazzato al terzo posto con il 20,7% dei voti.
Presentatosi alle successive elezioni presidenziali del 2014, è stato l'unico candidato a sfidare ʿAbd al-Fattāḥ al-Sīsī; Ṣabāḥī ha ottenuto il 3,1% dei voti, contro il 96,9% ottenuto da al-Sisi.